# Pica nuttalli
La gazza beccogiallo o gazza californiana (Pica nuttalli (Audubon, 1837)) è un uccello passeriforme appartenente alla famiglia dei corvidi.

## Etimologia
Il nome scientifico della specie, nuttalli, rappresenta un omaggio allo zoologo inglese Thomas Nuttall.

## Descrizione

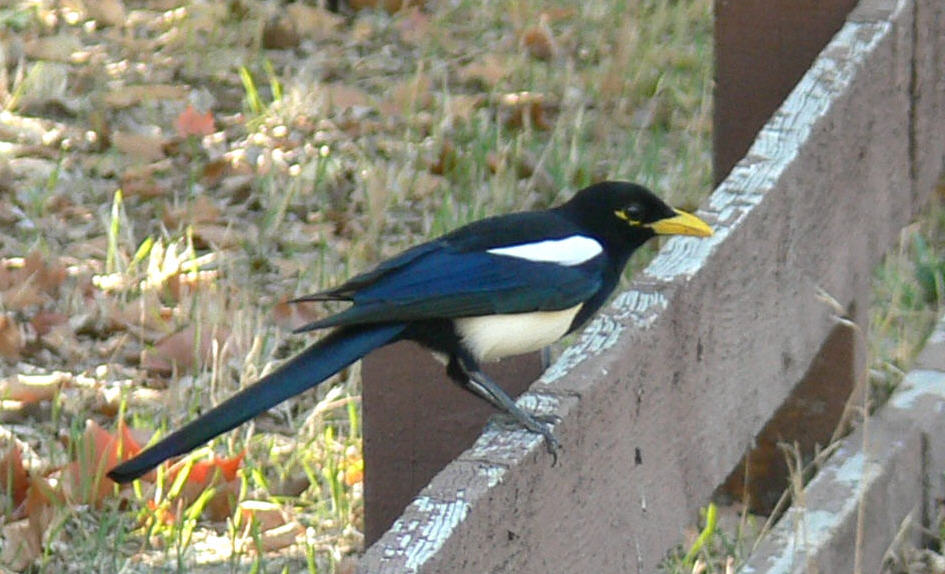
Esemplare a San Luis Obispo.

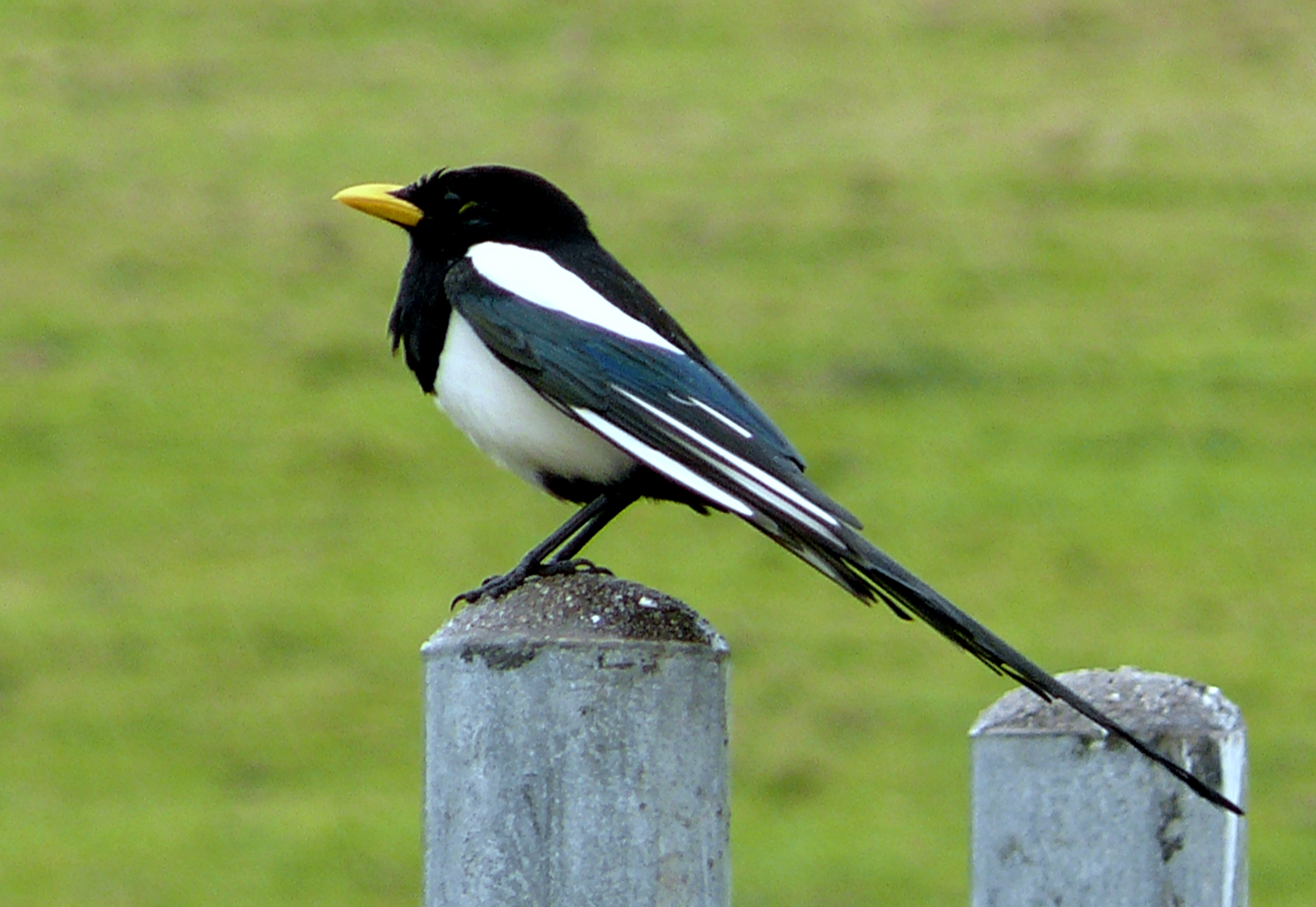
Esemplare a Santa Margarita.

### Dimensioni
Misura 43-54 cm di lunghezza, per 126-189 g di peso: a parità d'età, i maschi sono più pesanti e massicci rispetto alle femmine.

### Aspetto
Si tratta di uccelli dall'aspetto slanciato, muniti di testa arrotondata con lungo e forte becco conico dall'estremità adunca, ali lunghe e digitate, coda lunga (circa la metà della lunghezza totale, caratteristica che la gazza americana condivide in Nordamerica solo con la congenere gazza americana e con pigliamosche coda di rondine e pigliamosche coda forcuta) dalla forma romboidale e zampe forti: nel complesso, la gazza beccogiallo ricorda una gazza con la testa di un merlo indiano.
Il piumaggio è nero e dall'aspetto sericeo su testa, gola, parte superiore del petto, dorso, codione, sottocoda, basso ventre e parte piumata delle zampe, mentre il resto di ventre e petto, così come i fianchi e le copritrici sono di colore bianco: le remiganti sono di colore bianco inferiormente e nero con evidentissimi riflessi blu superiormente, mentre la coda è nera con altrettanto vistosi riflessi verde-bluastri, che sono presenti (sebbene meno evidenti) su fronte e vertice.
Gli occhi sono di colore bruno scuro, con presenza di un vistoso cerchio perioculare glabro e di colore giallo vivido, dalla probabile funzione di termoregolazione: le zampe sono nerastre, mentre il becco (come intuibile dal nome comune) è di colore giallo, con una porzione basale glabra e carnosa che si congiunge al giallo perioculare.

## Biologia

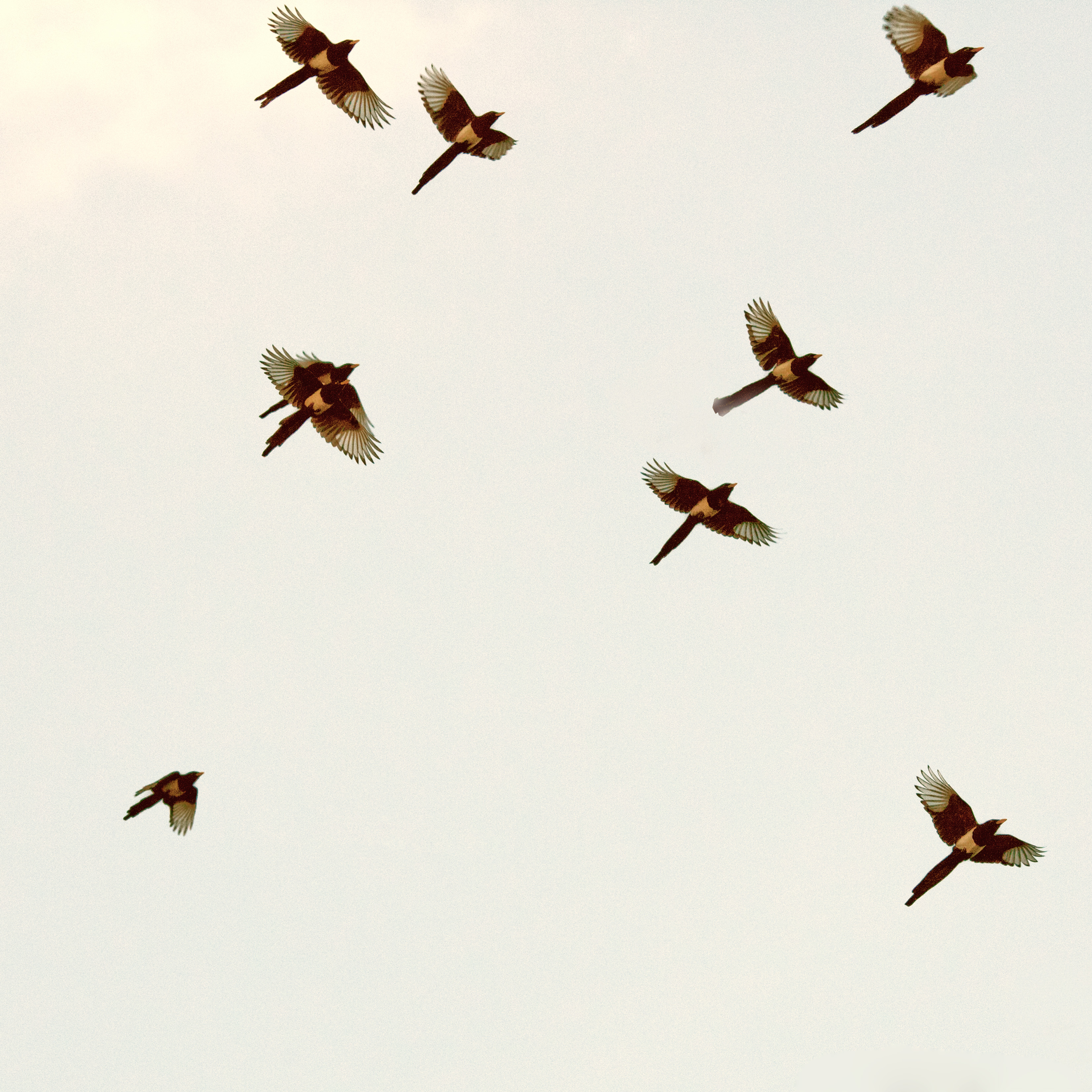
Esemplari in volo a Sacramento.

La gazza beccogiallo è un uccello diurno e vivace, maggiormente gregario delle altre gazze: stormi di numerose decine di questi uccelli cercano il cibo assieme al suolo o fra cespugli e alberi e sul far della sera si appollaiano su posatoi comuni, dove passare la notte al riparo dai predatori e dalle intemperie.
I richiami delle gazze beccogiallo, sebbene poco studiati sinora, risultano molto simili a quelli delle altre gazze del genere Pica, rispetto ai quali suonano più acuti: in questa specie, inoltre, è presente un richiamo lamentoso d'allarme condiviso con la gazza americana, ma assente nella gazza eurasiatica.
La gazza beccogiallo si è dimostrata particolarmente vulnerabile al virus del Nilo occidentale, che ne ha praticamente dimezzata la popolazione.

### Alimentazione

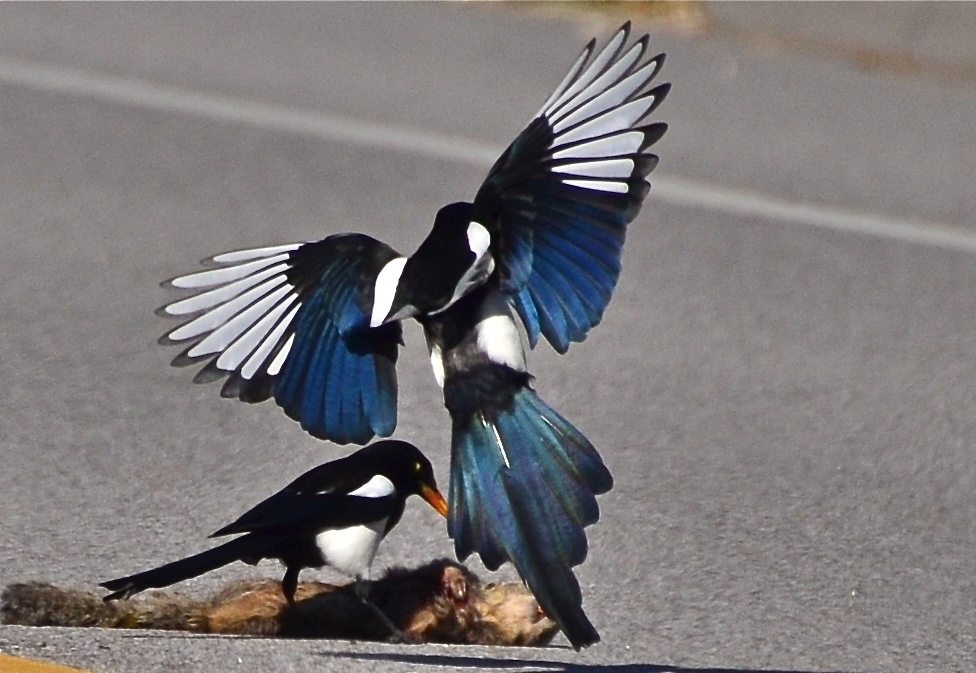
Due esemplari si cibano al suolo.

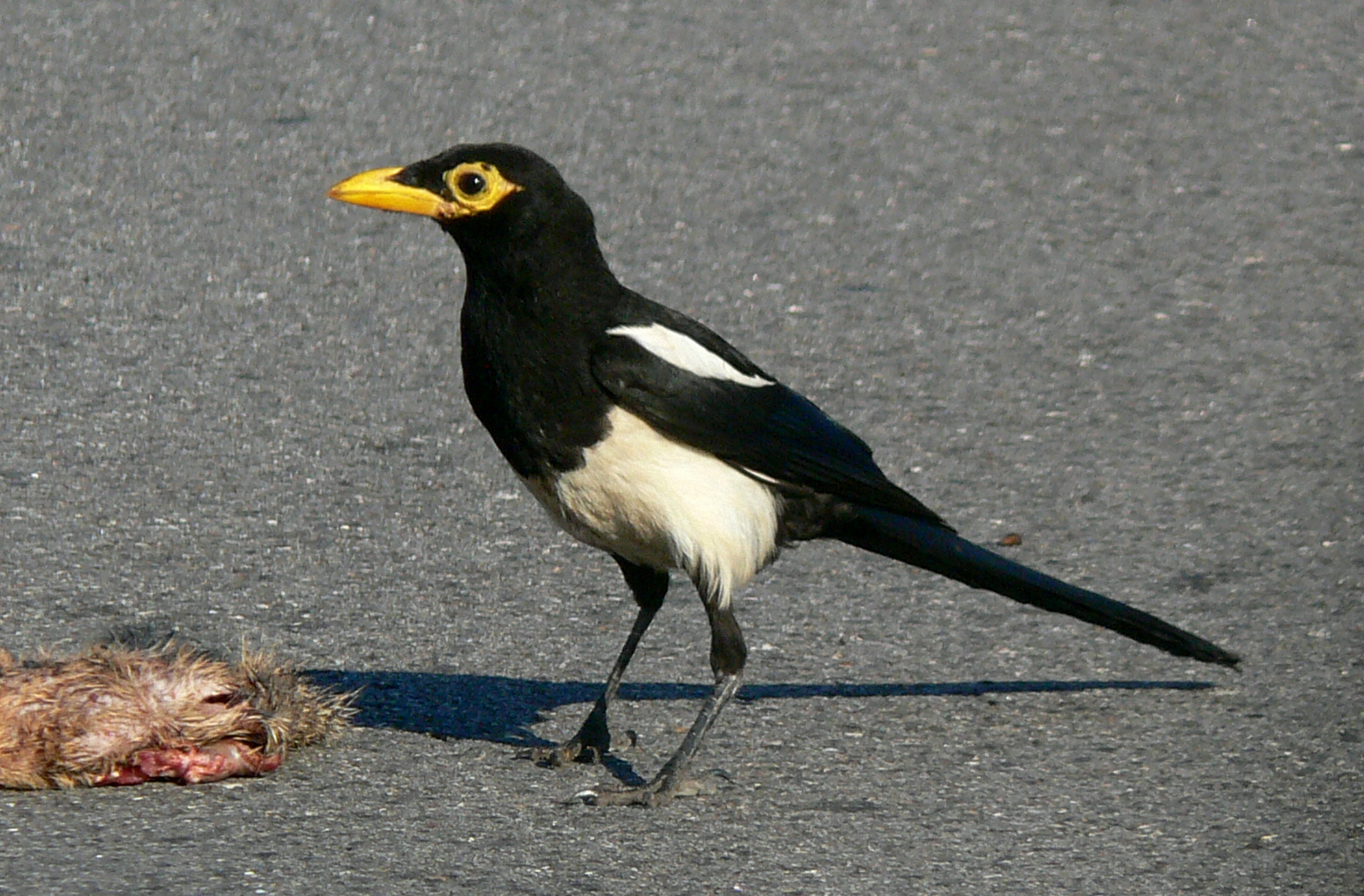
Esemplare si ciba di un animale investito nella contea di San Luis Obispo.

La dieta di questi uccelli è onnivora e molto opportunistica, variando considerevolmente in funzione della disponibilità di cibo del momento: a prevalere è però in genere la componente carnivora/insettivora della dieta.
In natura, la gazza beccogiallo si nutre perlopiù di insetti (soprattutto grosse cavallette, ma anche vespe, coleotteri, cimici e lepidotteri) e altri invertebrati (lumache, ragni etc.), nonché delle loro uova e larve: questi animali depredano inoltre i nidi dei piccoli uccelli, cibandosi delle uova e di nidiacei, e talvolta uccidono e mangiano anche piccoli vertebrati. Le gazze beccogiallo consumano inoltre le carcasse di animali uccisi da altri predatori o da veicoli, mangiando pezzetti di carne ed insetti saprofagi che ad esse accorrono: esse sono inoltre assidue frequentatrici di discariche e cassonetti, dove reperiscono grandi quantità di cibo fra gli avanzi e gli scarti dell'uomo.

Fra i cibi di origine vegetale, consumati specialmente in autunno e inverno, vi sono granaglie, frutta, bacche e ghiande.

### Riproduzione
La gazza beccogiallo è un uccello monogamo, le cui coppie possono rimanere assieme per più stagioni riproduttive, talvolta per la vita: le femmine possono lasciare i maschi abbandonandone il territorio qualora vengano in contatto con altri esemplari più forti, mentre i maschi, dal canto loro, sorvegliano costantemente le proprie partner fino alla deposizione del primo uovo per impedire episodi di infedeltà coniugale. Sebbene la costruzione del nido cominci già verso dicembre, la riproduzione vera e propria avviene fra marzo e giugno.
Il nido, piuttosto voluminoso, ha un'inusuale forma globosa, e viene costruito a oltre dieci metri d'altezza sulla cima di un albero o verso la punta di un grosso ramo laterale: esso si compone di una porzione superiore più fine, di rametti intrecciati, e di una inferiore più solida e pesante, fatta degli stessi rametti tenuti insieme con fango e foderata internamente con fibre vegetali, pelame e piumino. La gazza beccogiallo tende a nidificare in colonie, ma le coppie mostrano comunque atteggiamenti territoriali nei confronti degli individui che si avvicinano troppo al proprio nido.

All'interno del nido la femmina depone 5-7 uova al ritmo di uno al giorno, che provvede a covare da sola (nutrita e accudita dal maschio, che rimane nei pressi del nido, occupandosi di difenderlo anche in maniera aggressiva da eventuali intrusi) per 16-18 giorni: i pulli, ciechi ed implumi alla schiusa, vengono imbeccati e accuditi da ambedue i partner, e s'involano a circa un mese dalla schiusa, continuando a rimanere coi genitori ancora per un altro mese, prima di aggregarsi con gli altri giovani nati nella colonia, raramente (soprattutto per quanto riguarda i maschi) lasciando il proprio stormo d'appartenenza durante la prima stagione di vita.

## Distribuzione e habitat

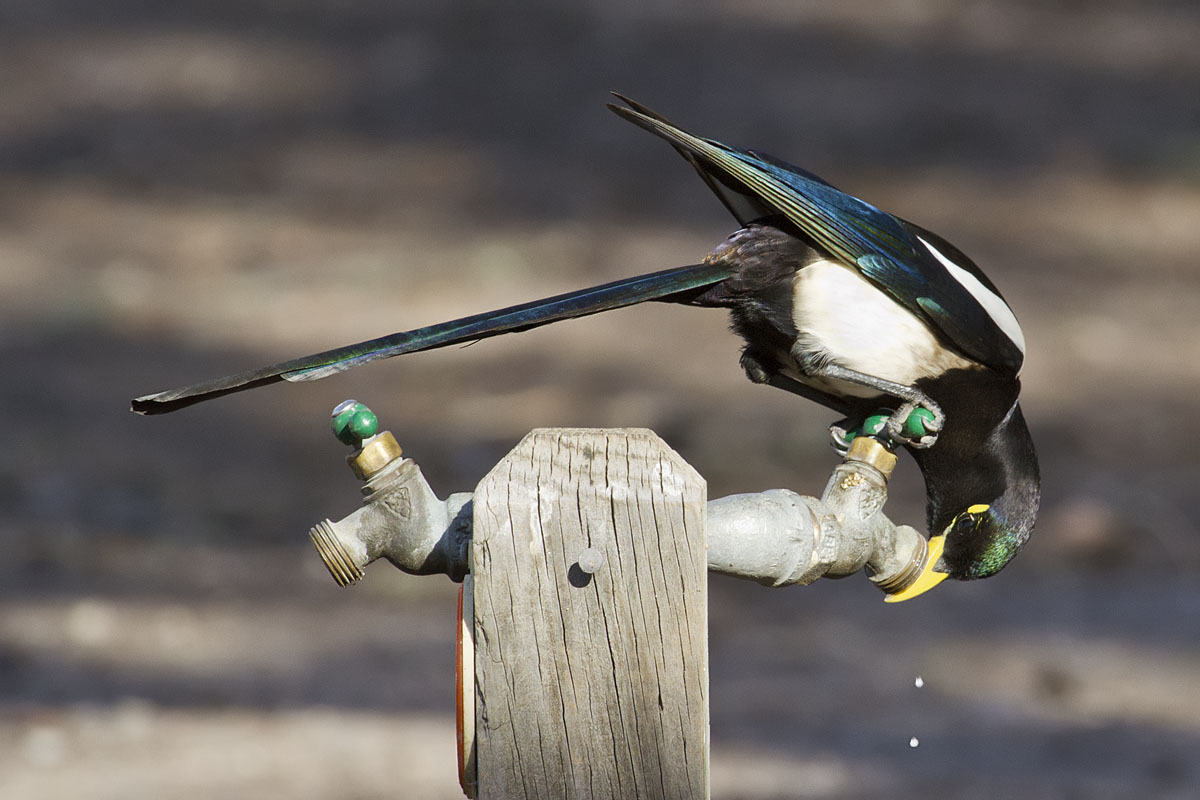
Esemplare si abbevera da un rubinetto nella contea di Monterey.

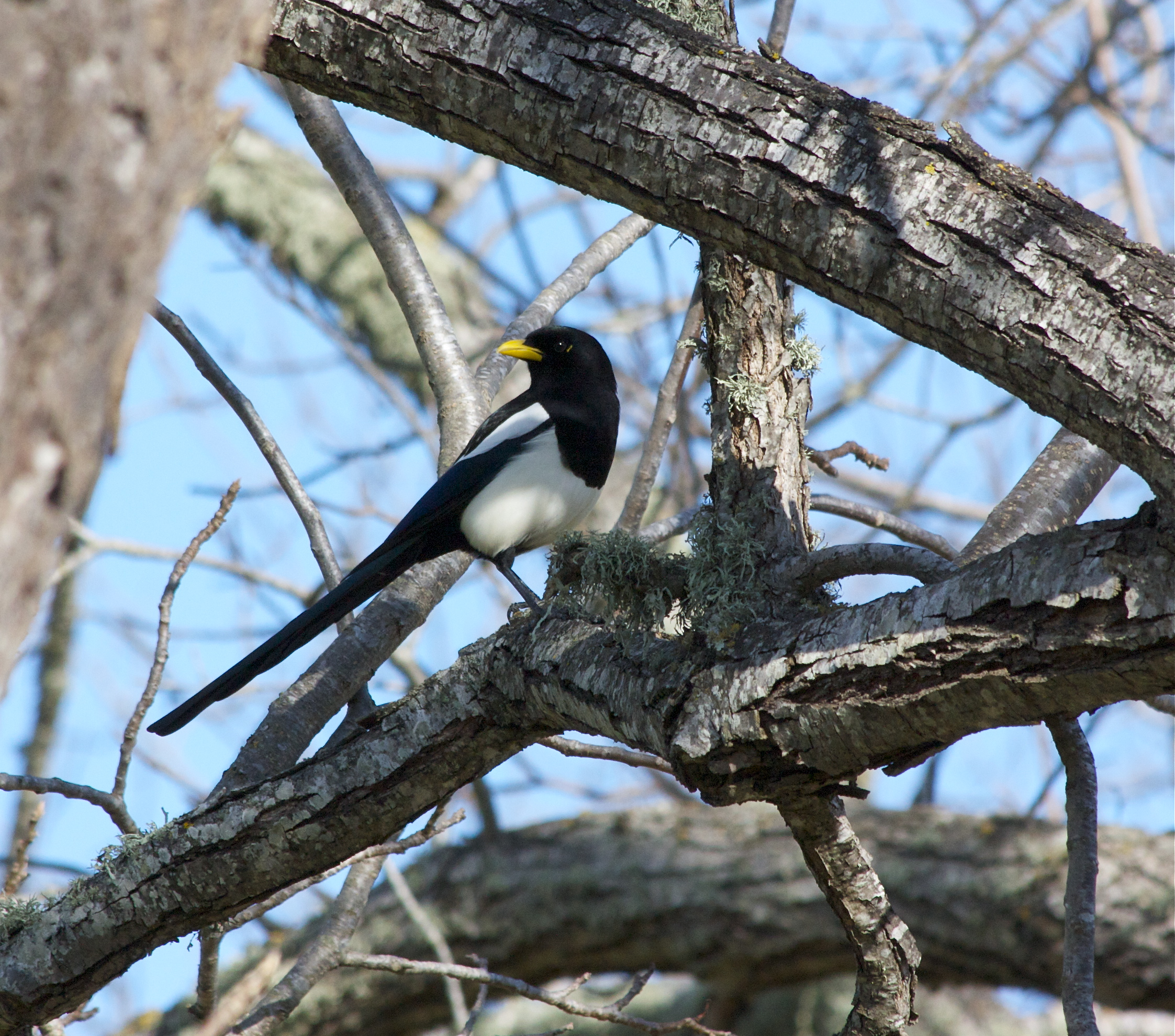
Esemplare in natura.

La gazza beccogiallo è endemica della California, della quale popola la Central Valley e le aree pedemontane circostanti, fino alla porzione costiera sud-occidentale (dalla baia di San Francisco alla contea di Santa Barbara) del Paese.

Mentre gli adulti sono residenti, i giovani tendono ad effettuare spostamenti durante la dispersione, i maschi al fine di stabilire un proprio territorio, le femmine per trovare un partner.
L'habitat di questi uccelli è rappresentato dal chaparral, con macchie alberate (in genere querceti) circondate da aree aperte, anche coltivate: la gazza beccogiallo colonizza inoltre senza problemi le aree urbane e suburbane.